# Marcio Alves dos Santos
Marcio Alves dos Santos (* 2. Februar 1990 in Dom Pedrito), auch bekannt als Tele, ist ein ehemaliger brasilianischer Fußballspieler.

## Karriere
Tele spielte in seiner brasilianischen Heimat für den Canoas SC und Foz do Iguaçu FC. Sommer 2012 wechselte er zum japanischen Erstligisten Consadole Sapporo. Am Ende der J1 League 2012 stieg der Verein in die zweite Liga ab. Sommer 2013 wechselte er zum Drittligisten FC Machida Zelvia. 2014 kehrte er nach Brasilien zurück. Danach spielte er bei AS Arapiraquense, Toledo EC und SC Santa Rita.